# San Víctor Arriba
San Víctor Arriba är en ort i Dominikanska republiken.   Den ligger i provinsen Espaillat, i den centrala delen av landet, 120 km nordväst om huvudstaden Santo Domingo. San Víctor Arriba ligger 530 meter över havet och antalet invånare är 5 624.
Terrängen runt San Víctor Arriba är kuperad åt nordost, men åt sydväst är den platt. Runt San Víctor Arriba är det ganska tätbefolkat, med 222 invånare per kvadratkilometer. Närmaste större samhälle är Santiago de los Caballeros, 17,1 km väster om San Víctor Arriba. I omgivningarna runt San Víctor Arriba växer i huvudsak städsegrön lövskog.